# ادابشی، بایبرت
ادابشی، بایبرت (به لاتین: Adabaşı, Bayburt) یک  Köy  در ترکیه است که در bayburt province واقع شده‌است.

## خصوصیات
ادابشی ۴۹۳ نفر جمعیت دارد.